# Лунківська сільська рада
Лу́нківська сільська́ ра́да — адміністративно-територіальна одиниця та орган місцевого самоврядування в Герцаївському районі Чернівецької області. Адміністративний центр — село Лунка.

## Загальні відомості
- Населення ради: 2 292 особи (станом на 2001 рік)

## Населені пункти
Сільській раді підпорядковані населені пункти:
- с. Лунка
- с. Великосілля
- с. Могилівка

## Склад ради
Рада складалася з 16 депутатів та голови.
- Голова ради: Лупу Дмитро Дмитрович
- Секретар ради: Фодоря Жеоржета Женіковна

### Керівний склад попередніх скликань
| Прізвище, ім'я, по батькові | Основні відомості                                                         | Дата обрання | Дата звільнення |
| --------------------------- | ------------------------------------------------------------------------- | ------------ | --------------- |
| Лупу Дмитро Дмитрович       | Сільський голова, 1958 року народження, освіта вища, безпартійний         | 26.03.2006   | 31.10.2010      |
| Лупу Дмитро Дмитрович       | Сільський голова, 1958 року народження, освіта вища, член Партії регіонів | 31.10.2010   |                 |

Примітка: таблиця складена за даними сайту Верховної Ради України

### Депутати
За результатами місцевих виборів 2010 року депутатами ради стали:

#### За суб'єктами висування
| Суб'єкт висування | Кількість обраних депутатів | %    |
| ----------------- | --------------------------- | ---- |
| Партія регіонів   | 11                          | 68,8 |
| Самовисування     | 5                           | 31,3 |

#### За округами
| № округу        | Прізвище, ім'я, по батькові   | Дата визнання обраним | Освіта             | Партійна приналежність                        | Відомості про обраного депутата                         |
| --------------- | ----------------------------- | --------------------- | ------------------ | --------------------------------------------- | ------------------------------------------------------- |
| Партія регіонів |                               |                       |                    |                                               |                                                         |
| 4               | Грігорій Віоріка Михайлівна   | 05.11.2010            | середня            | позапартійна                                  | Дунківський дошкільний навчальний заклад, завідувачка   |
| 7               | Асанді Марія Дмитрівна        | 05.11.2010            | вища               | позапартійна                                  | пенсіонер                                               |
| 8               | Буга Марія Михайлівна         | 05.11.2010            | вища               | позапартійна                                  | Великосільська загальноосвітня школа І-ІІ ст., директор |
| 9               | Онофрійчук Георгії Іванович   | 05.11.2010            | вища               | позапартійний                                 | Великосільська загальноосвітня школа І-ІІ ст., вчитель  |
| 10              | Абабе Іван Петрович           | 05.11.2010            | середня            | позапартійний                                 | Герцаївське лісництво, лісник                           |
| 11              | Аіріній Ніна Семенівна        | 05.11.2010            | середня            | позапартійна                                  | Лунківська сільська рада, спеціаліст ІІ кат.            |
| 12              | Цинтар Марія Михайлівна       | 05.11.2010            | вища               | член Партії регіонів                          | Могилівська загальноосвітня школа І-ІІ ст., директор    |
| 13              | Танас Георгій Костянтинович   | 05.11.2010            | середня            | член Партії регіонів                          | приватний підприємець                                   |
| 14              | Фодоря Жеоржета Женіковна     | 05.11.2010            | вища               | позапартійна                                  | Лунківська сільська рада, секретар                      |
| 15              | Бушку Костянтин Костянтинович | 05.11.2010            | середня            | член Партії регіонів                          | пенсіонер                                               |
| 16              | Танас Костянтин Костянтинович | 05.11.2010            | середня спеціальна | член Партії регіонів                          | приватний підприємець                                   |
| Самовисування   |                               |                       |                    |                                               |                                                         |
| 1               | Вержук Марін Георгійович      | 05.11.2010            | середня            | позапартійний                                 | Лунківський будинок культури, художник керівник         |
| 2               | Годорог Альона Михайлівна     | 05.11.2010            | вища               | член Політичної партії «Наша Україна»         | Великосільська загальноосвітня школа І-ІІ ст., вчитель  |
| 3               | Аіріній Юліан Михайлович      | 05.11.2010            | вища               | член Всеукраїнського об'єднання «Батьківщина» | тимчасово не працює                                     |
| 5               | Аксані Михайло Ілліч          | 05.11.2010            | середня            | позапартійний                                 | пенсіонер                                               |
| 6               | Думітраш Михайло Васильович   | 05.11.2010            | середня            | член Всеукраїнського об'єднання «Батьківщина» | СТОВ «Котильово», водій                                 |